# Выпадающий список

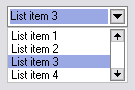
Пример выпадающего списка

Выпадающий список, или раскрывающийся список, — элемент (виджет) графического интерфейса пользователя, позволяющий выбрать одно из нескольких заранее определённых значений параметра. Когда виджет выпадающего списка неактивен, отображается только выбранное значение, а рядом с ним — значок выпадающего списка (по традиции — треугольник или стрелка углом вниз). При нажатии на него список раскрывается, отображая все возможные значения, а если они не помещаются в отведённой области — используется полоса прокрутки. После выбора список возможных значений исчезает.
Не следует путать этот элемент с элементом типа combo box. Эти элементы имеют различное поведение, а в некоторых системах — и разный внешний вид. Выпадающие списки обычно не позволяют вводить данные с клавиатуры, а кроме того — раскрытие списка происходит при нажатии на любой его элемент, а не только на значок списка. Значение в выпадающем списке обычно не может быть скопировано в буфер обмена, но может содержать кроме текста значки и другие способы представления информации.